# Carlos Arbelos
Carlos Arbelos (Argentina, 1944-Sevilla, España, 25 de enero de 2010) fue un fotógrafo, crítico de flamenco, periodista y activista político argentino. Como crítico se especializó en arte flamenco, escribió libros y organizó exposiciones. En su juventud militó en agrupaciones que consideraban la violencia como una herramienta válida y que iban desde la extrema derecha a la izquierda. Se le recuerda especialmente por su participación en 1963 en el asalto al Policlínico Bancario de Buenos Aires, robo en el cual los asaltantes mataron a dos empleados e hirieron a otros dos huyendo con un botín de aproximadamente 100.000 dólares.

## Actividad política
Creció en el barrio de Belgrano, hizo sus estudios secundarios en el Colegio Nacional Roca y estudió en la Facultad de Arquitectura de la Universidad de Buenos Aires entre 1962 y 1964. Militó en el Movimiento Nacionalista Revolucionario Tacuara, un grupo identificado con el peronismo revolucionario liderado por Joe Baxter y José Luis Nell que se desprendió de la organización Tacuara, de tendencia derechista.
El 29 de agosto de 1963 participó en el asalto al Policlínico Bancario, hecho que recién fue reivindicado políticamente cuando la policía lo esclareció luego que detuviera a quien había proporcionado los datos para cometerlo. Por su participación Arbelos fue detenido y condenado a 15 años de prisión. Seguía encarcelado cuando nacen las FAP y luego de charlas que tuvo con Carlos Caride, primero, y con El Kadri, después, se incorpora a ellas. Después de salir en libertad por cumplimiento de la condena fue amenazado por la Triple A y en 1974 emigró a España.

## Vida en Europa
En Madrid administró un restaurante llamado Cafetín de Buenos Aires y trabajó en la venta de alfombras árabes y tapices persas.
El 12 de abril de 1977 participó en París del secuestro de Luchino Revelli-Beaumont que habría sido organizado por Héctor Orlando Villalón y por cuyo rescate la FIAT de la cual era funcionario pagó 2 millones de dólares. La policía esclareció el hecho mediante el rastreo de las llamadas de los secuestradores con la familia y con los otros participantes y detuvo en España once días más tarde a 7 de los secuestradores, incluido Arbelos. La Audiencia Nacional de España dio por válido el móvil político antidictatorial con el que los detenidos justificaban el secuestro, por lo cual no concedió las extradiciones a Francia, y liberó a Arbelos y los otros en diciembre de 1977 pero se mantuvo la orden de captura internacional enviada por Francia a Interpol que, más adelante, detuvo a los secuestradores Iriarte y Rossi que fueron sentenciados a 8 y 6 años de prisión, respectivamente.
Después de salir en libertad en 1978 Arbelos vivió un nuevo exilio en Costa Rica en compañía de otro de los secuestradores, Roca, con quien más tarde –de regreso en España– publicó cuatro libros: Argentina, peronismo y democracia (1980), Los muchachos peronistas (1981), Evita: No me llaméis fascista (1982) y Argentina: Proceso a la violencia (1983), obra esta última que contiene una autocrítica en relación con la violencia como método de lucha.

## Trayectoria profesional
A partir de 1980 y sin abandonar su trabajo como periodista económico para varios periódicos y publicaciones españolas, realizó una intensa y apasionada labor por el flamenco como fotógrafo, escritor, periodista y crítico, que le valió diversos premios y reconocimientos. 

## Fotografía
Como fotógrafo realizó numerosas exposiciones, entre las que destacan: Bienal de Arte Flamenco (Sevilla, 1988 y 2002), Círculo de Bellas Artes (Madrid, 1996), y la muestra colectiva Prohibido el Cante del Centro Andaluz de Arte Contemporáneo (Sevilla, 2009), en la que participó con una fotografía de Estrella Morente que fue editada como lámina póster en Diario de Sevilla. Además de sus propios libros de fotografía, su trabajo ha ilustrado artículos de diversas publicaciones -Gastronomía y Enología; Puerta de Sevilla; Play Boy; Sevilla Flamenca; El Olivo, Candil; Duende; Acordes de Flamenco; La nueva arboreá, Calle Nueva, entre otras- y los coleccionables Todos los éxitos del flamenco en formato CD Rom; Flamenco de RBA o la serie Joyas del Flamenco editadas por El País.

## Periodismo
Colaboró con diversas publicaciones diarias y periódicas como Sevilla Flamenca; Revista de Flamencología de la Universidad de Cádiz, y fue editor desde el año 2002 de la revista internacional Música Oral del Sur. Además fue productor, guionista y director de programas de radio (Radio Cadena Flamenca y Canal Sur Radio) y de Canal Sur televisión, como La puerta del cante o Lo que yo te cante. Desde el inicio del proyecto trabajó para la emisora en línea de este mismo medio.
Falleció en forma repentina en Sevilla, España, el 25 de enero de 2010. En ese país se había casado con María Rosa Varda Fiszbein.

## Obra publicada
Fotografía
- Matices Flamencos. Con textos de Mª Rosa Fiszbein. Giralda Ediciones. Sevilla, 1995.
- Sinmisterios del flamenco. En colaboración con "Colita" y Steve Kahn. Diputación de Granada, 2003.
- Historia de la fotografía flamenca. Centro de Documentación Musical de Andalucía y la Agencia Andaluza para el Desarrollo del Flamenco. Granada, 2006.
- Prohibido el cante. Flamenco y fotografía, obra colectiva. Centro Andaluz de Arte Contemporáneo. Sevilla, 2009.

Flamenco y otros temas 
- Antonio Mairena, la pequeña historia. En colaboración con María Rosa Fiszbein. Entrevistas realizadas a Francisco Vallecillo. Fundación Andaluza de Flamenco de Jerez, 1984.
- El flamenco contado con sencillez. Prólogo de Cristina Hoyos. Madrid, 2003.
- Granada Flamenca. Granada, 2003.
- Gastronomía de las tres culturas. Prólogo de Varda Fiszbein. Granada, 2004.
- Mariquilla, ardiendo y echando chispas. Granada, 2006.

## Premios
- Primer premio por el Cartel del Festival de Cante de las Minas, realizado con Mª Rosa Fiszbein, otorgado por el Festival Internacional de Cante de las Minas de La Unión, 1982.
- Premio al programa “Lo que yo te Cante” (Canal Sur TV), otorgado por la Asociación de Consumidores de TV de Andalucía, 1996.
- Premio al programa “Noche Flamenca”, otorgado por el Ayuntamiento de Puente Genil (Córdoba), 1996.
- Premio a la Mejor Labor Didáctica por el libro “El Flamenco contado con sencillez”, otorgado por el Festival Internacional de Cante de las Minas de La Unión, 2003.
- Premio a las Artes Plásticas, otorgado por la Cátedra de Flamencología de Jerez de la Frontera 2004-05.
- Premio “Ondas” al proyecto www.flamencoradio.com de Canal Sur Radio, 2009.